# 크네세트
크네세트(히브리어: כנסת)는 이스라엘의 단원제 입법부이다. 1958년에 성립된 기본법에 크네세트가 규정되어 있다. 의원 정수는 120명이고 임기는 4년이다. 상임위원회를 운영하며, 이를 통하여 행정부를 감독한다. 1949년 1기 크네세트가 운영되었다. 선거권은 18세 이상이고, 피선거권은 21세 이상이다. 전국 선거구에서 정당 명부에 따라 완전 비례대표제를 시행하고 있다. 정당이 크네세트에서 의석을 획득하려면, 총 투표 수의 2%를 넘어야 한다. 선거 기간 전에, 크네세트의 의원 3분의 2의 찬성으로 임기 연장안을 가결할 수 있는 것이 특징인데, 1973년 제4차 중동전쟁 때에 선거의 실시가 한 번 연기된 적이 있다.

## 역사
크네세트는 이스라엘 독립 당시 제헌 의회로서 설립된 것이다. 그러나 제1차 중동 전쟁 중이었던 당시에는 헌법 제정이 최우선 과제가 아니었기 때문에, 잠정 헌법으로 기본법을 제정해 나갔으며, 결국 헌법을 정립하게 된다. 제헌 의회로서의 성질을 유지하면서, 국가의 입법 기관으로 기능한 것이다. 현재 사용되고 있는 크네세트 건물은 1958년 10월 14일부터 짓기 시작하여, 1966년 8월 31일에 개관하였다. 유대계 재벌 로트실트 가문이 건축 자금을 지원하였다.
현재의 크네세트라는 명칭은 기원전 5세기 에즈라와 느헤미야가 소집하였던 유대인의 대표기관인 크네세트 하게돌라(히브리어: כנסת הגדולה, 대회의)에서 유래한 것이다.